# ASD Nardò Calcio
Associazione Calcio Nardò, zkráceně jen Nardò je italský fotbalový klub hrající v sezóně 2024/25 ve 4. italské fotbalové lize sídlící ve městě Nardò v regionu Apulie.

## Změny názvu klubu
- 1925/26 – 1960/61 – US Neritina (Unione Sportiva Neritina)
- 1961/62 – 1985/86 – AC Nardò (Associazione Calcio Nardò)
- 1986/87 – 2008/09 – Nardò Calcio (Nardò Calcio)
- 2009/10 – ASD Nuova Nardò Calcio (Associazione Sportiva Dilettantistica Nuova Nardò Calcio)
- 2010/11 – 2013/14 – ASD Nardò Calcio (Associazione Sportiva Dilettantistica Nardò Calcio)
- 2014/15 – 2016/17 – ASD Nardò (Associazione Calcio Dilettantistica Nardò)
- 2017/18 – 1960/61 – AC Nardò (Associazione Calcio Nardò)

## Získané trofeje

### Vyhrané domácí soutěže
- 4. italská liga ( 1× )

1964/65
- 5. italská liga ( 1× )

1997/98

## Účast v ligách
| Úroveň soutěže | Název soutěže (nynější název) | První hraná sezona | Poslední hraná sezona | celkem odehraných sezon |
| -------------- | ----------------------------- | ------------------ | --------------------- | ----------------------- |
| 3              | Serie C                       | 1965/66            | 1968/69               | 4                       |
| 4              | Serie D                       | 1962/63            | 2024/25               | 23                      |
| 5              | Eccellenza                    | 1978/79            | 2014/15               | 23                      |